# Kirsten Robsahm
Pour les articles homonymes, voir Robsahm.
Kirsten Robsahm, le 1er mai 1945 et morte le 20 octobre 2022, est une joueuse de tennis, de squash et de badminton représentant la Norvège.
Elle est championne de Norvège de tennis à trois reprises et championne de Norvège de squash en 1979.

## Biographie
Robsahm, qui compte sept sélections en équipe de Norvège de Coupe de la Fédération entre 1964 et 1977, a le plus de victoires dans le double dames et le double mixte en championnats de Norvège, et remporte plusieurs titres de championne de Norvège individuelle, le premier en 1964.
Kirsten Robsahm a participé à l'US Open de tennis, où à ses débuts en 1964, elle est éliminée par la légende Margaret Smith. Elle participe également à l'Open d'Australie junior et au tournoi de Wimbledon junior.
Kirsten Robsahm commente le tennis pour la chaîne de télévision Eurosport avec, entre autres, Edvard Raastad et Christer Francke. Par ailleurs, elle a travaillé en tant que directrice des ventes après un cursus à la BI Norwegian Business School d'Oslo.

## Palmarès

### Titres
- Championnats de Norvège de squash: 1979
- Championne de Norvège de tennis : 3 titres (1964, 1967, 1968)
- Championne de Norvège de tennis en salle : 3 titres (1970, 1971, 1978)